# أوين كاي جاريوت
أوين كاي جاريوت (بالإنجليزية: Owen K. Garriott)‏ (و. 1930 – م) هو ضابط، ومهندس كهربائي، ورائد فضاء، وطيار من الولايات المتحدة الأمريكية . ولد في إنيد .

## ريادة الفضاء
شارك في المهمات الفضائية:
- سكايلاب 3
- STS-9
- سكاي لاب.

## التعليم
تعلم في جامعة ستانفورد، في تخصص هندسة كهربائية، وتحصل منها على دكتوراه، وجامعة ستانفورد، في تخصص هندسة كهربائية، وتحصل منها على درجة الماجستير في العلوم، وجامعة أوكلاهوما، في تخصص هندسة كهربائية، وتحصل منها على بكالوريوس العلوم، وEnid High School

## الخدمة العسكرية
خدم في بحرية الولايات المتحدة.

## جوائز
حصل على جوائز منها:
- NASA Space Flight Medal (1983)
- Dr. Robert H. Goddard Memorial Trophy (1975).

## روابط خارجية
- أوين كاي جاريوت على موقع IMDb (الإنجليزية)
- أوين كاي جاريوت على موقع الموسوعة البريطانية (الإنجليزية)
- أوين كاي جاريوت على موقع إن إن دي بي (الإنجليزية)
- أوين كاي جاريوت على موقع قاعدة بيانات الفيلم (الإنجليزية)